# 461650 Paisdezso
461650 Paisdezso este o planetă minoră (asteroid) din centura de asteroizi. A fost descoperită pe 3 aprilie 2005 la Piszkéstetői Obszervatórium⁠(d) de  și a fost numită după Pais Dezső⁠(d). 
Obiectul prezintă o orbită caracterizată de o semiaxă mare de 2,3935621190814 UAi, o excentricitate de 0,18196506125115, o înclinație de 26,498383917082 ° în raport cu ecliptica.